# Hydrofluorether

Methylnonafluor-n-butylether

Hydrofluorether (HFE) gehören zu den fluorierten organischen Verbindungen. Ursprünglich wurden sie als Ersatz für ozonschädigende Chemikalien wie FCKW, HFKW, H-FCKW und PFC entwickelt. Sie sind farb- und fast geruchslos, geschmacksneutral, besitzen eine niedrige Viskosität und haben meist einen Siedepunkt oberhalb der Raumtemperatur. Sie werden ähnlich eingesetzt wie die strukturell verwandten Hydrofluorolefine, bei denen es sich aber um perfluorierte Alkene und nicht um Ether handelt.
Die atmosphärische Lebensdauer von bekannteren HFE liegt zwischen 0,294 Jahren (HFE-356mff) und 165 Jahren (HFE-125) und ihr Treibhauspotential bezogen auf 100 Jahre zwischen 39 (HFE-356mff) und 15600 (HFE-125). Obwohl es sich damit um Treibhausgase handelt, regelt die US EPA ihre Verwendung nicht, da sie im Vergleich zu alternativen Chemikalien vernachlässigbare Auswirkungen auf den Beitrag des photochemischen Smogs, ein relativ niedriges Treibhauspotential und ein Ozonabbaupotenzial von nahezu null aufweisen. Die Firma 3M verkauft diese Flüssigkeiten unter dem Handelsnamen Novec. Kommerziell verfügbar sind zum Beispiel Methylnonafluor-n-butylether, Methylnonafluor-iso-butylether, Ethylnonafluor-n-butylether und Ethylnonafluor-iso-butylether bzw. deren Gemische.
| HFE                    | Formel        | CAS-Nummer              | Siedetemperatur (°C) | Verwendung                  |
| ---------------------- | ------------- | ----------------------- | -------------------- | --------------------------- |
| HFE-125                | CF3OCF2H      | 3822-68-2               | −38                  | Kältemittel                 |
| HFE-134                | CHF2OCHF2     | 1691-17-4               | 6,3                  | Kältemittel, Treibmittel    |
| HFE-143a               | CF3OCH3       | 421-14-7                | −23,7                | Kältemittel                 |
| HFE-227me              | CF3OCFHCF3    | 2356-62-9               | −10,1                | Trockenätzmittel            |
| HFE-245mf              | CF3CH2OCF2H   | 1885-48-9               | 29,1                 | Treibmittel                 |
| HFE-245mc              | CF3CF2OCH3    | 22410-44-2              | 5,3                  | Kältemittel, Treibmittel    |
| HFE-254pc              | CHF2CF2OCH3   | 425-88-7                | 37,3                 | Kältemittel, Treibmittel    |
| HFE-356mec             | CF3CHFCF2OCH3 | 382-34-3                | 54,4                 | Treibmittel                 |
| HFE-356mff             | CF3CH2OCH2CF3 | 333-36-8                | 63,8                 | Kältemittel                 |
| HFE-7000 (HFE-347mcc)  | n-C3F7OCH3    | 375-03-1                | 34,1                 | Lösungsmittel zur Reinigung |
| HFE-7100 (HFE-449mccc) | C4F9OCH3      | 163702-08-7/163702-07-6 | 61                   | Lösungsmittel zur Reinigung |
| HFE-7200 (HFE-569mccc) | C4F9OC2H5     | 163702-05-4/163702-06-5 | 76                   | Lösungsmittel zur Reinigung |
| HFE-7500               | C7F15OC2H5    | 297730-93-9             | 130                  | Lösungsmittel zur Reinigung |